# Karl Barl
Karl Barl (ur. 3 marca 1881 w Paasdorf, zm. 6 czerwca 1954 w Wiedniu) – austriacki zapaśnik walczący w stylu klasycznym. Olimpijczyk z Sztokholmu 1912, gdzie zajął siedemnaste miejsce w wadze półciężkiej.
Srebrny medalista mistrzostw świata w 1911 roku.

## Letnie Igrzyska Olimpijskie 1912
| Konkurencja            | Rundy eliminacyjne    | Rundy eliminacyjne    | Rundy eliminacyjne         | Klas. końcowa |
| Konkurencja            | Przeciwnik I          | Przeciwnik II         | Przeciwnik III             | Miejsce       |
| ---------------------- | --------------------- | --------------------- | -------------------------- | ------------- |
| 82,5 kg styl klasyczny | August Pikker (FIN) P | Ansgar Løvold (NOR) Z | Harald Christensen (DEN) P | 17.           |